# Sri Pahang FC
Sri Pahang FC (malajski Kelab Bola Sepak Sri Pahang) – malezyjski klub piłkarski, grający w Malaysia Super League, mający siedzibę w mieście Kuantan.

## Historia
Klub został założony w 1959 roku. Klub wywalczył pięć tytułów mistrza Malezji w sezonach 1987, 1992, 1995, 1999 i 2004. Klub zdobył też trzy Puchary Malezji w latach 2006, 2014 i 2018 oraz cztery Piala Malaysia w latach 1983, 1992, 2013, 2014.
W 2021 roku klub zmienił nazwę z Pahang FA na Sri Pahang FC.

## Sukcesy
- Division 1/Super League
  - mistrzostwo (5): 1987, 1992, 1995, 1999, 2004
  - wicemistrzostwo (5): 1984, 1991, 1998, 2005, 2017
- Premier League
  - wicemistrzostwo (1): 2012
- Piala Malaysia
  - zwycięstwo (4): 1983, 1992, 2013, 2014
  - finał (4): 1984, 1994, 1995, 1997
- Puchar Malezji
  - zwycięstwo (3): 2006, 2014, 2018
  - finał (2): 1995, 2017
- Piala Sumbangsih
  - zwycięstwo (3): 1992, 1993, 2014
  - finał (5): 1985, 1988, 1995, 2007, 2015

## Stadion
Domowe mecze klub rozgrywa na Stadium Darul Makmur w Kuantanie. Stadion może pomieścić 32500 widzów.

## Azjatyckie puchary
Legenda do wszystkich tabel:
- Q – runda eliminacyjna, 1/16, 1/8, 1/4, 1/2 – odpowiednia faza rozgrywek, Grupa – runda grupowa, 1r gr – pierwsza runda grupowa, 2r gr – druga runda grupowa, F – finał, R – runda, PO – play-off
- k. – rzuty karne, los. – losowanie, Dogr. – dogrywka, w. – zasada bramek strzelonych na wyjeździe

| Sezon   | Rozgrywki                 | Runda      | Klub                     | Dom                      | Wyjazd     | Ogólnie    |
| ------- | ------------------------- | ---------- | ------------------------ | ------------------------ | ---------- | ---------- |
| 1988/89 | Klubowe Mistrzostwa Azji  | Q, Gr. 5   | Royal Thai Air Force     | 2-1                      | 2. miejsce |            |
| 1988/89 | Klubowe Mistrzostwa Azji  | Q, Gr. 5   | Niac Mitra               | 0-0                      | 2. miejsce |            |
| 1988/89 | Klubowe Mistrzostwa Azji  | Q, Gr. 5   | Bandaran FC              | 5-1                      | 2. miejsce |            |
| 1988/89 | Klubowe Mistrzostwa Azji  | Q, Gr. 5   | Geylang International FC | 2-1                      | 2. miejsce |            |
| 1988/89 | Klubowe Mistrzostwa Azji  | 1/2, Gr. B | Al-Sadd                  | 0-2                      | 5. miejsce |            |
| 1988/89 | Klubowe Mistrzostwa Azji  | 1/2, Gr. B | Al-Ittifaq               | 1-4                      | 5. miejsce |            |
| 1988/89 | Klubowe Mistrzostwa Azji  | 1/2, Gr. B | Mohammedan SC            | 2-1                      | 5. miejsce |            |
| 1988/89 | Klubowe Mistrzostwa Azji  | 1/2, Gr. B | 4.25 Sports Club         | 0-2                      | 5. miejsce |            |
| 1993/94 | Klubowe Mistrzostwa Azji  | Q          | Thai Farmers Bank FC     | Pahang FA wycofał się    |            |            |
| 1995    | Klubowe Mistrzostwa Azji  | 1R         | Cảng Sài Gòn             | Cảng Sài Gòn wycofał się |            |            |
| 1995    | Klubowe Mistrzostwa Azji  | 2R         | Ilhwa Chunma             | 2-3                      | 0-2        | 2-5        |
| 2005    | Puchar AFC                | Gr. E      | Home United FC           | 3-3                      | 1-2        | 3. miejsce |
| 2005    | Puchar AFC                | Gr. E      | New Radiant SC           | 1-0                      | 1-1        | 3. miejsce |
| 2005    | Puchar AFC                | Gr. E      | Happy Valley AA          | 3-1                      | 1-1        | 3. miejsce |
| 2005    | Klubowe Mistrzostwa ASEAN | Gr. A      | Hoàng Anh Gia Lai        | 4-0                      | 1. miejsce |            |
| 2005    | Klubowe Mistrzostwa ASEAN | Gr. A      | FC Zebra                 | 8-0                      | 1. miejsce |            |
| 2005    | Klubowe Mistrzostwa ASEAN | Gr. A      | Nagacorp FC              | 0-3                      | 1. miejsce |            |
| 2005    | Klubowe Mistrzostwa ASEAN | 1/2        | DPMM FC                  | 1-0                      |            |            |
| 2005    | Klubowe Mistrzostwa ASEAN | finał      | Tampines Rovers          | 2-4                      |            |            |
| 2007    | Puchar AFC                | Gr. F      | Osotspa                  | 0-4                      | 0-4        | 4. miejsce |
| 2007    | Puchar AFC                | Gr. F      | Mohun Bagan AC           | 1-2                      | 0-2        | 4. miejsce |
| 2007    | Puchar AFC                | Gr. F      | Tampines Rovers          | 1-4                      | 0-2        | 4. miejsce |
| 2015    | Puchar AFC                | Gr. F      | Yadanarbon FC            | 7-4                      | 3-2        | 2. miejsce |
| 2015    | Puchar AFC                | Gr. F      | Global Cebu FC           | 0-0                      | 0-0        | 2. miejsce |
| 2015    | Puchar AFC                | Gr. F      | South China AA           | 0-1                      | 1-3        | 2. miejsce |
| 2015    | Puchar AFC                | 1/8        | Persipura Jayapura       | walkower dla Pahang FA   |            |            |
| 2015    | Puchar AFC                | 1/4        | Istiklol Duszanbe        | 3-1                      | 0-4        | 3-5        |